# Елохим
Елохим (хебр. אֱלֹהִים) хебрејска је реч која значи „богови” или „божанство”. Иако је реч у множини, у Танаху она најчешће узима једнину вербалне или прономиналне срочности и односи се на једно божанство, посебно на Бога Израела у величанственој множини.